# مكارم بلدية ثليجان
مكارم بلدية ثليجان، هو نادٍ رياضيٌّ جزائريٌّ لكرة القدم تأسس عام 1988م وانحل سنة 2004م .

## وصلات خارجية
- الرابطة الجزائرية المحترفة الأولى، والثانية، لكرة القدم